# Concavatotruncaninae
Concavatotruncaninae es una subfamilia de foraminíferos planctónicos de la familia Hedbergellidae, de la superfamilia Rotaliporoidea, del suborden Globigerinina y del orden Globigerinida. Su rango cronoestratigráfico abarca desde el Turoniense superior hasta el Coniaciense inferior (Cretácico superior).

## Discusión
Clasificaciones posteriores incluirían Concavatotruncaninae en la superfamilia Globigerinoidea.

## Clasificación
Concavatotruncaninae incluye a los siguientes géneros:
- Bollitruncana †, también considerada en la subfamilia Hedbergellinae.
- Concavatotruncana †, también considerada en la subfamilia Helvetoglobotruncaninae.
- Dicarinella †, también considerada en la subfamilia Globotruncaninae.
- Globocarinata †
- Verotruncana †